# Norialsus microptera
Norialsus microptera är en insektsart som beskrevs av Van Stalle 1986. Norialsus microptera ingår i släktet Norialsus och familjen kilstritar. Inga underarter finns listade i Catalogue of Life.